# Азербайджано-данські відносини
Азербайджансько-данські відносини — двосторонні відносини між Азербайджаном і Данією.

## Історія
Радянський Азербайджан і Данія підтримували дружні стосунки, радянський Азербайджан мав посланця в Данії.
Данія визнала незалежність Азербайджану 31 грудня 1991 року. 2 квітня 1992 року було встановлено дипломатичні відносини між двома країнами.
У 1996 року Данська рада у справах біженців відкрила операцію для біженців. З 1997 по 2004 рік Данія надала азербайджанським біженцям 14 мільйонів доларів.
У 2010 році дипломатичні дискусії продовжували вивчати потенціал подальшого зміцнення відносин, обговорюючи такі питання, як подальший розвиток торгівлі.
Данія та Азербайджан також є членами ОБСЄ і Ради Європи.

## Економічне співробітництво
У 2008 році данська компанія Carlsberg придбала один з найбільших пивоварних заводів в Азербайджані, на території селища Хирдалан. На даний момент 60 % пивного ринку Азербайджану становить продукція компанії Carlsberg Azerbaijan.
У 2017 році товарообіг становив 30 мільйон доларів.
З Данії в Азербайджан, в основному, імпортуються лікарські препарати. Данський капітал інвестується в сільське господарство, розробляються великомасштабні проекти в області іригаційних систем.
Країни співпрацюють у таких сферах, як «зелена» і «чиста енергетика». Починаючи з 2018 року, здійснюється співпраця в сфері енергоефективності.
У 2017 році на території Ісмаіллінського району було засновано спільне азербайджансько-данське підприємство з виробництва м'яса індички.

## Державні візити
В ході офіційного візиту міністра податків Данії — Карстена Лауритцена до Баку, що відбувся 16 — 17 лютого 2017 року, був укладений договір про скасування подвійного оподаткування.

## Культурні зв'язки
На території Данії функціонує спільнота «Ветен». За фінансової підтримки Державного комітету по роботі з діаспорою, а також Посольства Азербайджану у Великій Британії, в Копенгагені функціонує «Азербайджанський будинок». У школі під назвою «Рідна мова» навчаються діти азербайджанців, які проживають в Данії.

## Дипломатичні представництва
- Азербайджанське нерезидентне посольство Данії розташоване в Лондоні, Велика Британія.[17]
- Данія має консульство в Баку.[18]

Послом Азербайджану в Данії є Фахраддін Гурбанов. Представником Данії в Азербайджані — Свенд Оллінг.